# Wayne County, Indiana
Wayne County är ett administrativt område i delstaten Indiana, USA, med 68 917 invånare. Den administrativa huvudorten (county seat) är Richmond.

## Geografi
Enligt United States Census Bureau har countyt en total area på 1 047 km². 1 045 km² av den arean är land och 2 km² är vatten.

### Angränsande countyn
- Randolph County - norr
- Darke County, Ohio - nordost
- Preble County, Ohio - öst
- Union County - söder
- Fayette County - sydväst
- Henry County - väst

### Orter
- Boston
- Cambridge City
- Dublin
- Richmond (huvudort)